# Інститут дослідження Сонячної системи Макса Планка
Інститут дослідження Сонячної системи Макса Планка (нім. Max-Planck-Institut für Sonnensystemforschung, скорочено MPS) — науковий інститут в Німеччині, основною тематикою якого є дослідження Сонячної системи. Розташований у Геттінгені, куди він переїхав у лютому 2014 року з сусіднього села Ліндау. Належить до Товариства імені Макса Планка.

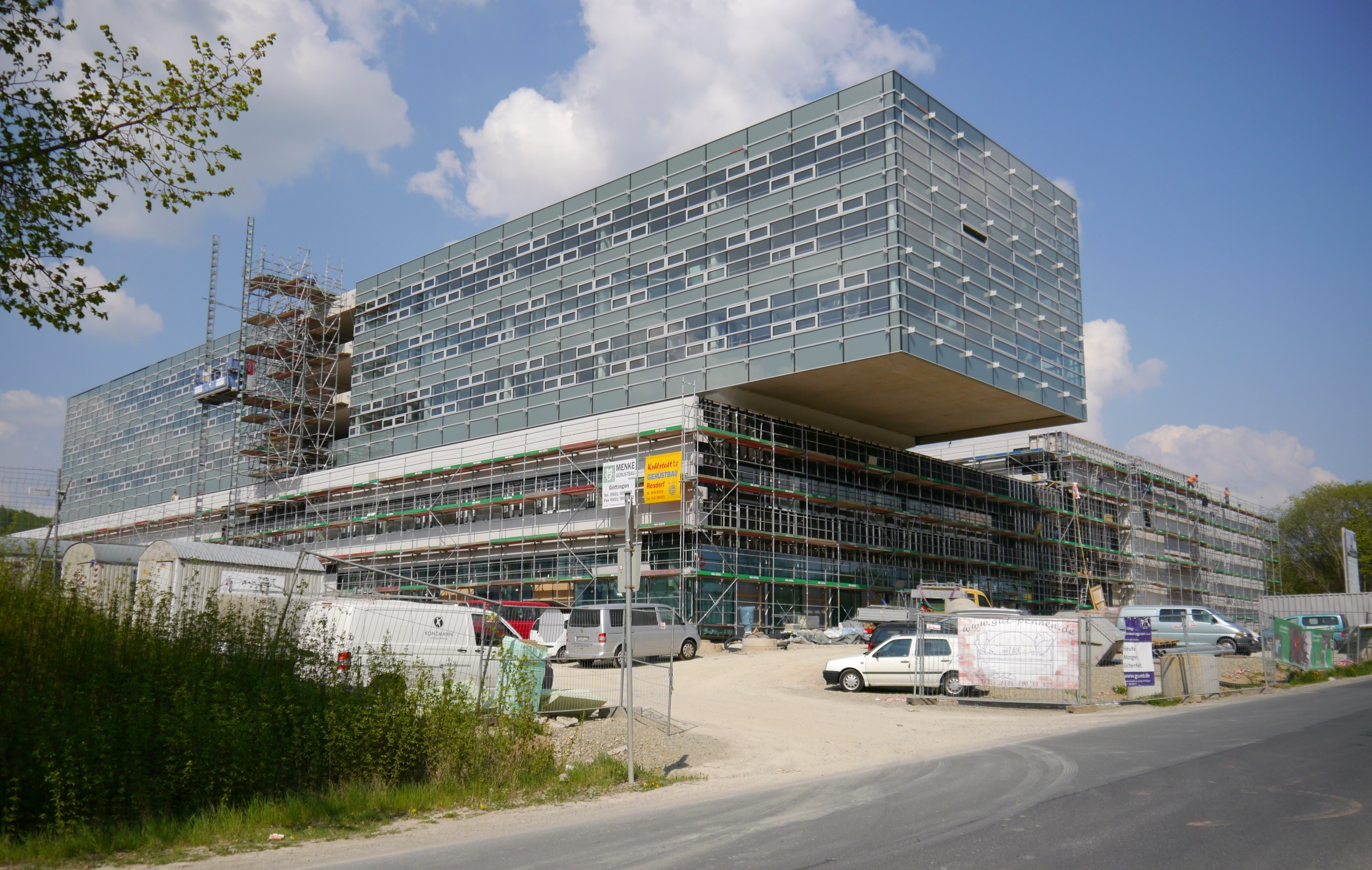
Нова будівля інституту в Геттінгені, побудована в 2013 році та заселена в 2014 році

## Дослідження
Інститут складається з трьох відділів: Сонця та геліосфери, планет і комет та внутрішньої будови Сонця і зір. Крім того, з 2002 року в інституті працює Міжнародна дослідницька школа Макса Планка (International Max Planck Research School, IMPRS). Предметом дослідження інституту є об'єкти Сонячної системи. Основна область дослідження стосується Сонця, його атмосфери, міжпланетного середовища під впливом сонячного вітру, а також впливу сонячних частинок і радіації на планети. Другий напрямок дослідження включає внутрішню частину, поверхню, атмосферу, іоносферу та магнітосферу планет та їхніх супутників, а також комет і астероїдів. Ще однією важливою частиною діяльності інституту є розробка та конструювання приладів для космічних місій. Аналіз та інтерпретація отриманих наборів даних супроводжується інтенсивною теоретичною роботою, а створені фізичні моделі перевіряються та вдосконалюються за допомогою комп'ютерного моделювання.

### Сонце і геліосфера
Дослідники з Інституту Макса Планка вивчають повний спектр динамічних процесів, що відбуваються на Сонці — від внутрішньої частини до зовнішньої геліосфери. В основі цих досліджень лежить магнітне поле, яке утворюється газовими потоками всередині Сонця і відіграє ключову роль у всіх динамічних процесах на Сонці. Шукаються відповіді на питання: Чому магнітне поле змінюється з одинадцятирічним циклом? Як магнітне поле створює різні структури на Сонці? Як корона нагрівається до температури в кілька мільйонів градусів? Розроблені інститутом прилади на борту космічних кораблів SOHO та Улісс дали принципово нові знання: вимірювання ультрафіолетового спектрометра SUMER на борту SOHO зіграли вирішальну роль у визнанні значення магнітного поля, а Улісс вперше виміряв тривимірну структуру сонячного вітру. Ще однією важливою темою досліджень відділу Сонця і геліосфери є вплив на Землю змінної активності Сонця. Вчені інтенсивно працюють над проєктом STEREO, у якому два ідентичних космічних корабля відстежують розповсюдження збурень від Сонця до Землі з різних точок спостереження, що дозволяє передбачати потенційно небезпечні події. Фізичні процеси, пов'язані з виникненням і розвитком магнітних полів на Сонці, відбуваються в дуже малих ділянках простору і тому вимагають вимірювань з дуже високою роздільною здатністю. Телескоп Sunrise на повітряній кулі, побудований під керівництвом Інституту Макса Планка та запущений у червні 2009 року, зміг розгледіти структури на поверхні Сонця розміром до 100 км. А місія Solar Orbiter, наблизившись до Сонця, досліджує магнітне поле та його вплив на різні шари сонячної атмосфери.

### Планети і комети
Інститут розробляє наукові прилади, які літають з космічними кораблями на інші планети. Високоспеціалізовані камери досліджували супутник Сатурна Титан, аналізували поверхню Марса та досліджували хмари та вітри Венери. Мікрохвильові прилади визначають склад атмосфери, а інфрачервоні спектрометри досліджують геологічну структуру поверхні. Новий лазерний висотомір на борту BepiColumbo призначений для дослідження топографії Меркурія з точністю до метра. Інші прилади інституту ідентифікують атоми, електрони та пил, які рухаються навколо планет і впливають на їхні супутники.
Особливий інтерес становить вплив сонячного вітру на атмосферні гази. Теоретичні дослідження та комп'ютерне моделювання допомагають зрозуміти процеси як всередині планет, так і навколо них, а також інтерпретувати дані вимірювань. Моделі, розроблені в інституті, можуть описувати, наприклад, взаємодію атмосфери з сонячним вітром, динаміку атмосфери, генерацію земного магнітного поля за електричними струмами в залізному ядрі планети.
Також інститут має досвід в дослідженні комет. Головною подією стала камера, розроблена в інституті для космічного корабля Джотто, який у 1986 році зробив перші фотографії ядра комети. Особливою проблемою була розробка численних наукових інструментів для місії Розетта до комети Чурюмова-Герасименко, таких як камери, хімічні аналізатори та основні компоненти для посадкового модуля Філи. Інститут також створив камери для Dawn, — місії НАСА, запущеної в 2007 році до двох Церери та Вести.

### Геліо- та астеросейсмологія
В Інституті Макса Планка знаходиться Німецький центр даних для Solar Dynamics Observatory, яка надала покращені дані про зв'язок між внутрішнім шаром Сонця та магнітною активністю в сонячній атмосфері на малих просторових і сасових масштабах. Особливо захоплюючою дослідницькою діяльністю в MPS є вивчення сейсмічних хвиль в околицях сонячних плям з метою дослідження підповерхневої структури сонячних плям у трьох вимірах. Геліосейсмологія сонячних плям вимагає моделювання поширення хвиль через магнітні структури, а цього можна досягти лише шляхом чисельного моделювання.

## Наукові проєкти
Інститут керував або брав участь у багатьох міжнародних наукових проєктах, для яких він створював обладнання або проводив дослідження: Solar Orbiter, Solar Dynamics Observatory, STEREO, SOHO, Улісс, BepiColombo, ЕкзоМарс, Чандраян, Фенікс, Гершель, Dawn, Венера-експрес, SMART-1, SOFIA, Розетта, Марс-експрес, Кассіні, Cluster, Джотто.

## Аспірантура
В інституті Макса Планка спільно з Геттінгенським університетом діє аспірантура під назвою Міжнародна дослідницька школа Макса Планка з наук про сонячну систему (International Max Planck Research School for Solar System Science, IMPRS). Аспірантура пропонує трирічний курс навчання з упором на наукові дослідження та охоплює всі дослідження Сонячної системи від малих тіл до планет і Сонця. Зазвичай в аспірантурі навчається близько 50 аспірантів, дві третини з них — з-за кордону.

## Історія

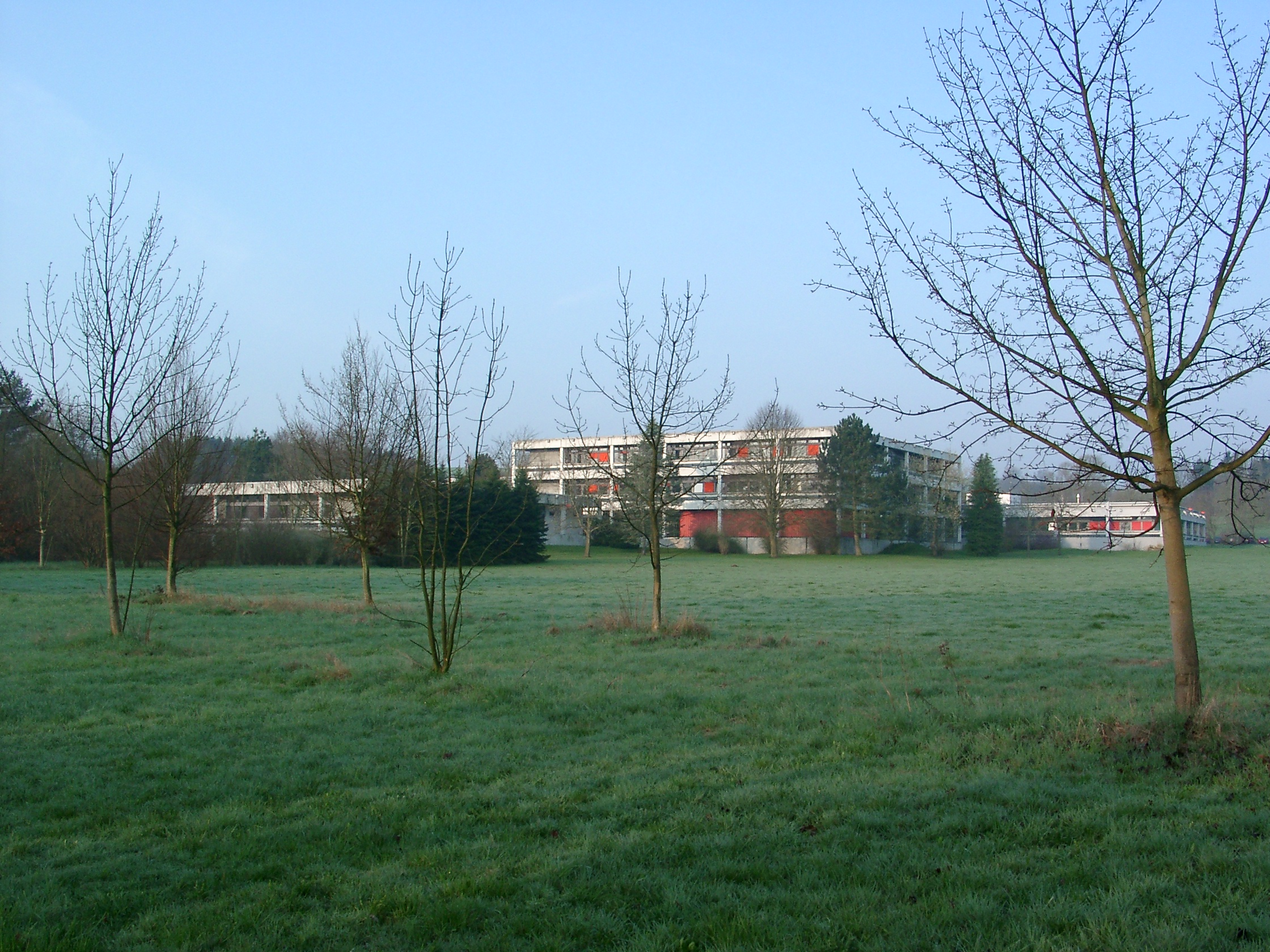
Інститут в квітні 2006

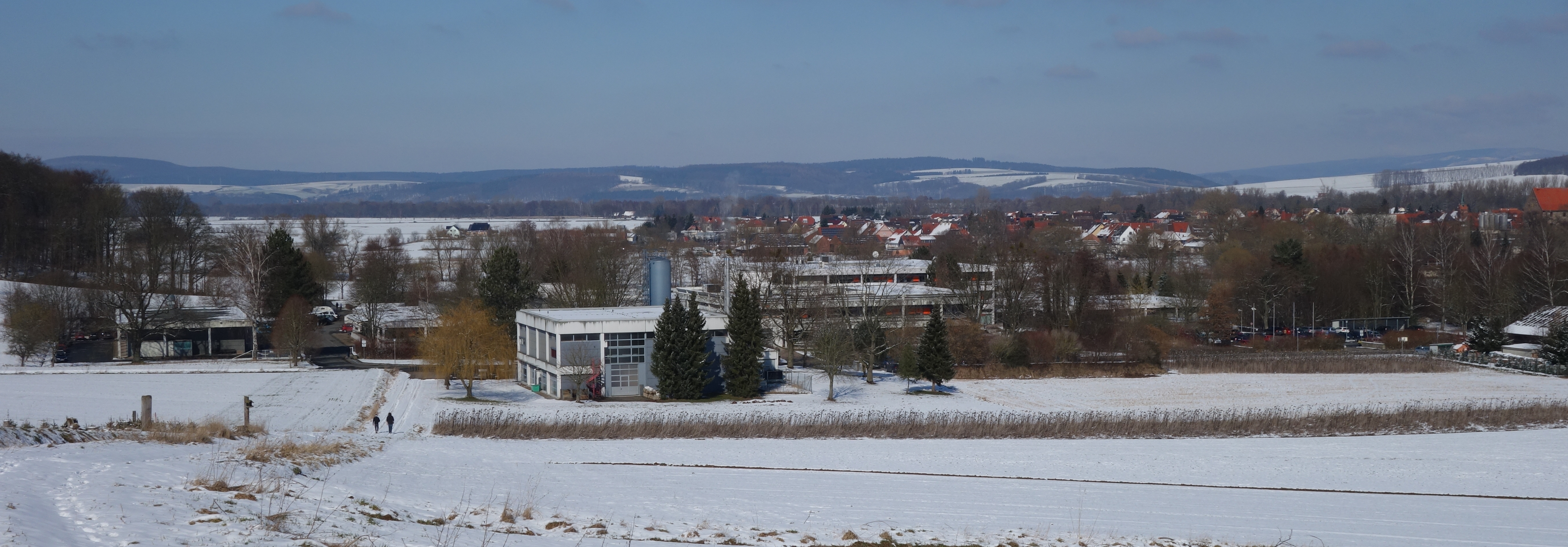
Інститут Макса Планка приблизно за рік до переїзду з Ліндау, березень 2013

Інститут був заснований Вальтером Дімінгером в 1934 році як станція спостереження за іоносферою на випробувальному полігоні Люфтваффе в Рехліні в Мюріці. Після перейменування на «Центр радіопередач» у 1943 році та переїзду в Леоберсдорф у 1944 році інститут був об'єднаний з Інститутом Фраунгофера з Фрайбурга. Після війни комісія союзників вирішила перенести інститут до Ліндау, де вже існували будівлі Технічного університету Ганновера. Конвой прибув 2 і 3 березня 1946 року. Протягом 1948 року радіоінститут Товариства кайзера Вільгельма було передано від Товариства Фраунгофера до Товариства Макса Планка та в 1949 році перейменовано на «Інститут дослідження іоносфери». У 1950 році ВПС США оплатили будівництво іоносферної системи-ехолота. Потім з Вайзенау поблизу Равенсбурга до Ліндау був також переведений Інститут дослідження стратосфери Макса Планка, й об'єднаний інститут був 1957 року перейменований на Інститут аерономії Макса Планка.
Ерхард Кепплер став науковим керівником першого німецького супутника Azur (у співпраці з НАСА), і з ним у Ліндау була створена невелика група вчених, які працювали з супутниками. Інститут також створив інструменти для зондів Геліос у рамках іншого співробітництва між Німеччиною та НАСА.
Після виходу на пенсію Дімінгера в 1974 році напрямок досліджень перемістився з атмосфери на дослідження космосу, і в додальшому інститут взяв участь у багатьої космічних місій з дослідження Сонячної системи.
У 2004 році інститут було перейменовано на Інститут дослідження сонячної системи Макса Планка після того, як останній директор, який займався дослідженнями іоносфери та стратосфери, пішов у відставку, і в інституті залишилися дві основні групи — директора Самі Соланкі з досліджень Сонця і геліосфери та Ульріха Хрістенсена з досліджень планет і комет.
З 2004 року інститут видає оглядовий журнал з відкритим доступом Living Reviews in Solar Physics.
Товариство Макса Планка вирішило перенести інститут ближче до Геттінгенського університету, створивши для нього нову будівлю поряд з фізичним факультетом університету. Переїзд було завершено в лютому 2014 року, а церемонія відкриття відбулася 21 травня того ж року.

## Директори інституту
- 1955—1964 Юліус Бартельс[en][13][14]
- 1951—1975 Вальтер Дімінгер[en][15][16]
- 1965—1971 Альфред Емерт[17]
- 1965—1977 Георг Пфоцер[en][18]
- 1974—1990 Ян Аксфорд[en][19]
- 1992—1998 Тор Гагфорс[en][20]
- 1977—2004 Гельмут Розенбауер[21]
- 1977—2007 Витеніс Василюнас[en]

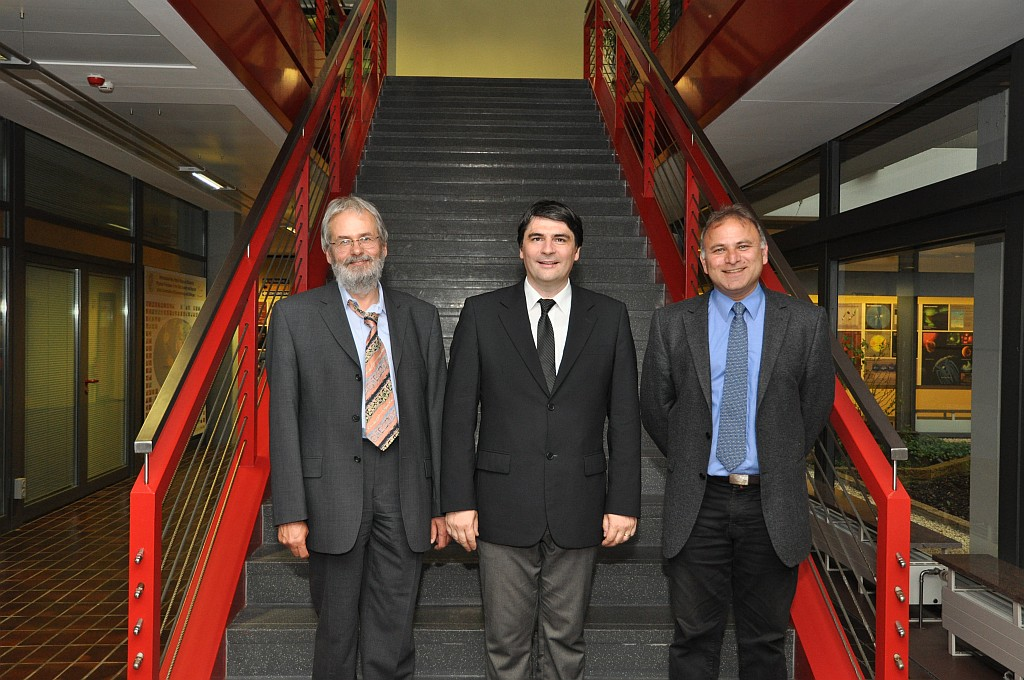
Колишні директори (зліва направо): Ульріх Крістенсен, Лоран Гізон та Самі Соланкі

- 1999 — Самі Соланкі[en] (відділ сонця та геліосфери)
- 2002—2020 Ульріх Хрістенсен (відділ планет і комет)
- 2011 — Лоран Гізон (відділ внутрішньої будови Сонця і зір)
- 2021 — Торстен Кляйне[22]

## Назви інституту
- 1934 Станція спостереження за іоносферою на випробувальному полігоні німецьких ВПС (Ionosphären-Beobachtungsstation bei der Erprobungsstelle der Luftwaffe)
- 1942 Консультативний центр радіозв'язку (Zentralstelle für Funkberatung)
- 1946 Інститут Фраунгофера для досліджень високих частот (Fraunhoferinstitut für Hochfrequenzforschung)
- 1949 Інститут досліджень іоносфери Макса Планка (Max-Planck-Institut für Ionosphärenforschung)
- 1956 Інститут фізики стратосфери та іоносфери імені Макса Планка (Max-Planck-Institut für Physik der Stratosphäre und der Ionosphäre)
- 1957 Інститут аерономії Макса Планка (Max-Planck-Institut für Aeronomie)
- 2004 Інститут дослідження сонячної системи Макса Планка (Max-Planck-Institut für Sonnensystemforschung)[23]